# Alžběta
Alžběta je ženské rodné jméno hebrejského původu (hebrejsky אֱלִישֶׁבַע‎, Eliševa) a znamená Zaslíbená Bohu, resp. Bůh je má přísaha. Dle českého občanského kalendáře má svátek 19. listopadu. Familiérně, podomácku či slangově též Běta, Bety ,Bětuše, Bětuška, Bětka. V češtině samostatně existují další dvě varianty téhož jména, Eliška, Elizabeta a středověká Elisabel.

## Domácké podoby
Běta, Bětka, Betina, Líza, Eliška, Elsa, Bětuš, Bety apod.

## Statistické údaje
Následující tabulka uvádí četnost jména v ČR a pořadí mezi ženskými jmény ve srovnání dvou roků, pro které jsou dostupné údaje MV ČR – lze z ní tedy vysledovat trend v užívání tohoto jména:
| Rok       | Četnost    | Pořadí   |
| 1999      | 15 454     | 76.      |
| 2002      | 14 461     | 78.      |
| Porovnání | o 993 méně | o 2 hůře |
| 2006      | 13 210     | 81.      |

Změna procentního zastoupení tohoto jména mezi žijícími ženami v ČR (tj. procentní změna se započítáním celkového úbytku žen v ČR za sledované tři roky 1999–2002) je −5,7 %, což svědčí o poměrně značném poklesu obliby tohoto jména.

## Alternativy v cizích jazycích
- Alžbeta (Slovensko)
- Bettina (Německo), (Itálie)
- Betty (Anglie)
- Eliisabet (Estonsko)
- Elisa (Portugalsko), (Finsko), (Itálie), (Španělsko)
- Elisabet (Dánsko), (Německo), (Švédsko)
- Elisabeta (Rumunsko)
- Elisabete (Portugalsko)
- Élisabeth (Francie)
- Elisabeth (Dánsko), (Nizozemí), (Německo), (Norsko), (Švédsko)
- Elisaveta (Rusko)
- Élise (Francie)
- Elizabeta (Slovinsko)
- Elsa (Nizozemí), (Portugalsko), (Finsko), (Německo), (Švédsko)
- Elsbeth (Německo), (Skotsko), (Švýcarsko)
- Else (Dánsko), (Německo), (Norsko)
- Elzbieta (Litva)
- Elżbieta (Polsko)
- Ilsa (Německo)
- Ilse (Nizozemí), (Německo)
- Isa (Španělsko), (Portugalsko)
- Isabeau (Francie)
- Isabel (Anglie), (Francie), (Německo), (Portugalsko), (Španělsko)
- Isabela (Španělsko)
- Isabella (Nizozemí), (Anglie), (Itálie), (Španělsko), (Švédsko)
- Erzsébet, Erzsi, Erzsike, Bözsike (Maďarsko)
- Isabelle (Anglie), (Francie), (Německo)
- Izabela (Polsko)
- Izabella (Maďarsko), (Polsko)
- Izabelle (Anglie)
- Lieselotte (Německo)
- Lisette (Francie)
- Liz (Anglie)
- Yelizaveta (Rusko)
- Ielyzaveta (Ukrajina)
- Ysabel (Španělsko)
- Yzabela (Španělsko)
- Zabel (Arménie)

## Nositelky jména Alžběta

### Svaté
- Alžběta – biblická postava, matka Jana Křtitele
- Alžběta Durynská (1207–1231) – uherská princezna
- Alžběta Francouzská (1225–1270) – francouzská princezna
- Alžběta od Nejsvětější Trojice (1880–1906) – francouzská karmelitánka a spisovatelka
- Alžběta Portugalská (1271–1336) – aragonská princezna a portugalská královna
- Alžběta z Reutu (1386–1420) – terciářka
- Alžběta Ruská (1864–1918) – hesenská princezna, sňatkem ruská velkokněžna a řeholnice
- Alžběta ze Schönau (1129–1165) – německá řeholnice a mystička
- Alžběta Eppingerová (1814–1867) – francouzská římskokatolická řeholnice
- Alžběta Kochová

### Panovnice
- Alžběta I. (1533–1603) – anglická královna
- Alžběta II. (1926–2022) – britská královna
- Alžběta Bavorská (1837–1898) – rakouská císařovna a česká královna, manželka Františka Josefa I. (zvaná Sissi)
- Alžběta Kyjevská (1025–1067) – norská královna, manželka Haralda III.
- Alžběta Lucemburská – více osob, rozcestník
- Alžběta Pomořanská (1346/47–1393) – česká královna a císařovna římská, čtvrtá manželka Karla IV.
- Alžběta Stuartovna (1596–1662) – česká královna
- Alžběta Woodvillová (1437–1492) – anglická královna, manželka Eduarda IV.
- Alžběta z Yorku (1466–1503) – královna Anglie

### Ostatní
- Alžběta Báthoryová (1560–1614) – uherská hraběnka (Čachtická paní)
- Alžběta Falcká (1618–1680) – dcera Bedřicha Falckého, falcká princezna, později abatyše v Herfordu
- Alžběta Frejková (1907–1990) – česká divadelní herečka
- Alžběta Johana Vestonie (1581–1612) – česká básnířka
- Alžběta Kolečkářová (* 1992) – česká zpěvačka
- Alžběta Komenská (1629–po r. 1670) – dcera Jana Amose Komenského
- Alžběta Sicilská (1310–1349) – bavorská vévodkyně
- Alžběta Šarlota Habsbursko-Lotrinská (Elizabeth Charlotte; 1922–1993) – arcivévodkyně z Habsbursko-lotrinské dynastie
- Alžběta Trojanová (* 1987) – česká publicistka a moderátorka